# Hitler's Reign of Terror
Hitler's Reign of Terror (en español: El régimen de terror de Hitler) es una película estadounidense estrenada en la ciudad de Nueva York el 30 de abril de 1934. Es considerada como la primera película antinazi, fue grabada poco después de que Hitler llegara al poder en Alemania en 1933.

## Historia del filme
La película fue filmada en Alemania por Cornelius Vanderbilt, heredero de la riqueza de una familia industrial estadounidense, durante su visita a la Alemania nazi en 1933. Él grabó varias tomas del régimen nazi y las sacó del país ilegalmente.
La película original fue estrenada en la ciudad de Nueva York en 1934, obteniendo un gran éxito entre el público. La embajada de Alemania en Estados Unidos protestó ante la publicación de la película, por lo que ésta fue censurada. Tras su adaptación la película fue estrenada nuevamente en otras ciudades de Estados Unidos, mas no logró el éxito que obtuvo la versión original.
Se cree que una copia de la versión original de la película fue pedida por alguien que quería exhibirla en Bélgica, pero nunca pudo recogerla, por lo que ésta se quedó almacenada dentro de la oficina de aduanas de Bélgica, donde estuvo intacta durante la Segunda Guerra Mundial. En la década de 1970 el carrete fue transportado al Cinematheque royale de Belgique, donde se mantuvo archivado.
En 2011 los curadores del archivo descubrieron la presencia de la cinta, considerándola como la única copia existente, dando a conocer su existencia el 20 de septiembre de 2013 y anunciando que una copia remasterizada de ella se estrenará el mes de octubre en el Museo de Arte Moderno de Nueva York.

## Temática
Ésta es considerada como la primera película antinazi en ser producida. En ella se muestran la quema de libros, el saqueo de tiendas judías y varias reuniones del partido Nazi.